# Francesco I van Carrara

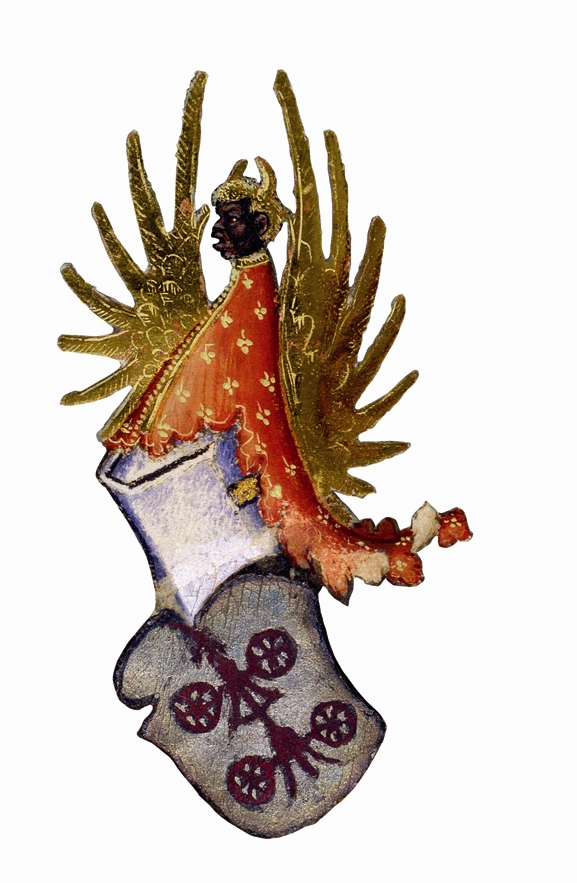
Wapenschild van Francesco I

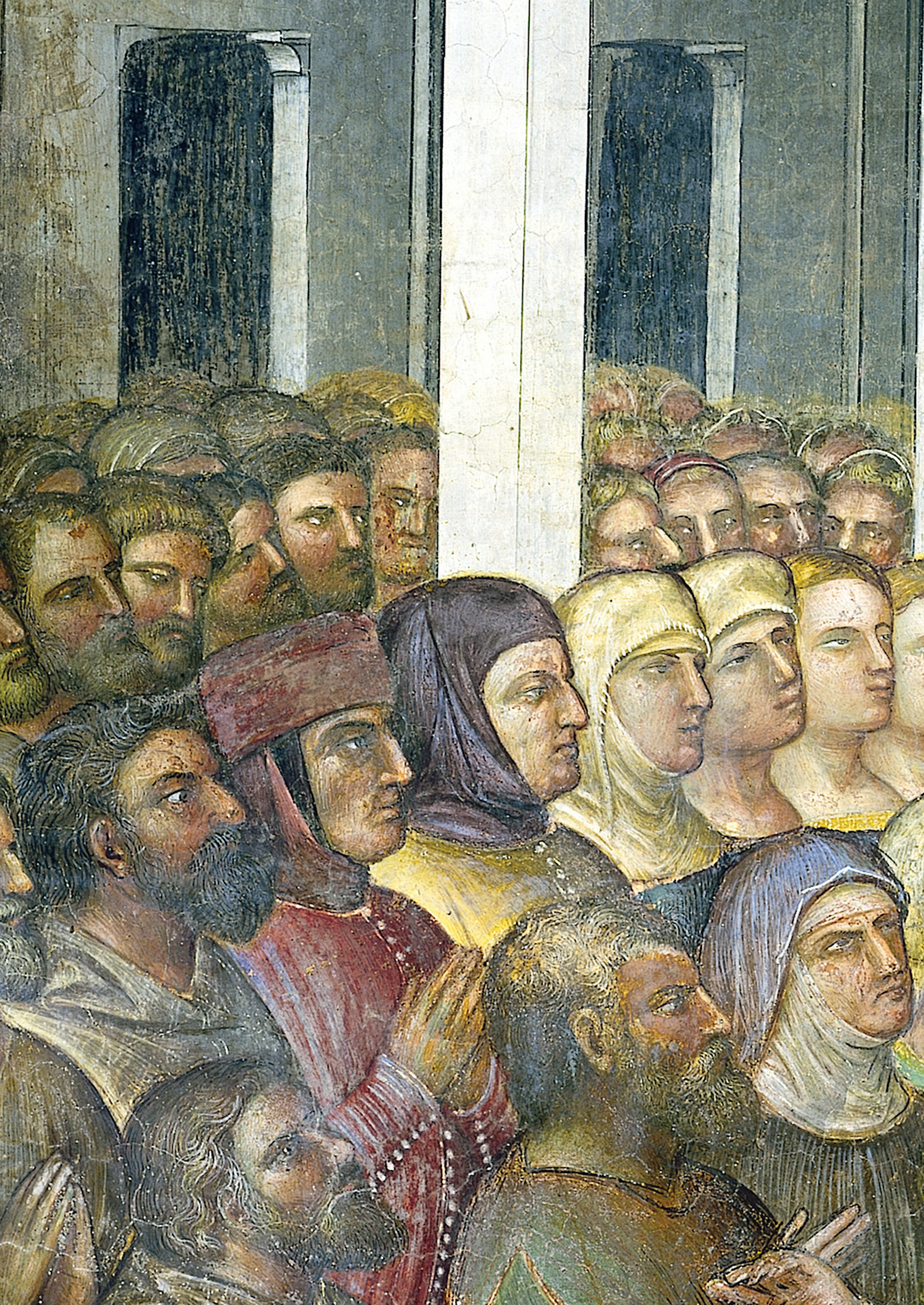
Dichter Francesco Petrarca, met paarse kap, geflankeerd door Francesco I van Carrara en zijn vrouw Fina Buzzaccarini

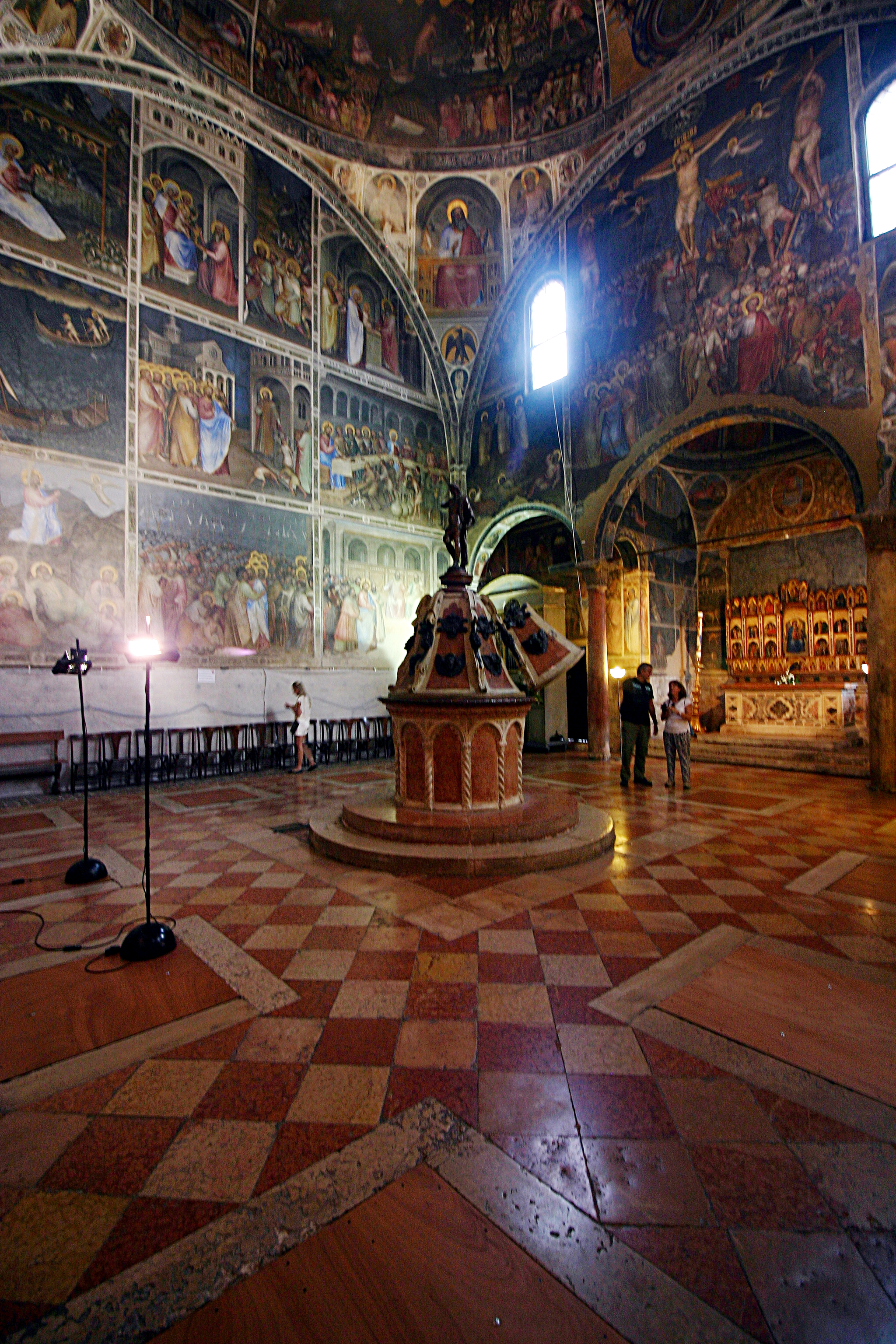
Doopkapel van de Dom van Padua

Francesco I van Carrara (Padua, 29 september 1325 – Monza, 6 oktober 1393) was heer van Padua (1350-1388) en rijksridder in het Heilige Roomse Rijk (vanaf 1354). In de beginjaren (tot 1355) was hij co-heer van Padua tezamen met zijn oom Jacopino da Carrara.
In de beginjaren voerde Francesco I een pro-Venetiaanse koers, zoals zijn voorgangers van het Huis da Carrara deden. Nadien was dit ronduit anti-Venetiaans, gaande van grensschermutselingen tot drie oorlogen tegen de republiek Venetië. Francesco I versterkte de politieke en financiële autonomie van Padua, wat samenging met het stimuleren van intellectuele, literaire en artistieke invloeden aan zijn hof. Hij ging ten onder door twee machtige Noord-Italiaanse rivalen die hem van de troon stootten (1388): de doge van Venetië Antonio Venier en de heer van Milaan Gian Galeazzo Visconti.

## Namen en wapenschild
Francesco of Franciscus I van Carrara werd ook genoemd Il Vecchio of de Oudere. In het Latijn was dit Franciscus Senior de Carrara. Dit gaf het onderscheid met de naam van zijn zoon Francesco II de Jongere.
Het wapenschild is dat van alle Carraresi of Huis Carrara: het bovenzicht op een rode kar. Op het schild staat de helm van Francesco I getopt met het hoofd van een Moor. De Moor draagt een gouden helm met twee horens, vertoont twee gouden vleugels langszij en is gedrapeerd met een rood wapenkleed.

## Levensloop
Zijn ouders waren Giacomo I da Carrara en Lieta Forzatè. Samen met zijn ouders leefde hij in ballingschap tijdens zijn jeugd. In 1340 keerde zijn vader terug naar Padua en in 1345 werd zijn vader heer van Padua. Francesco I hielp zijn vader met het bestuur tezamen met zijn oom Jacopino. Zijn vader werd vermoord door een verwante uit het Huis da Carrara (1350); nog diezelfde nacht werden hij en zijn oom Jacopino uitgeroepen tot co-heer van Padua. Hij volgde de politieke lijn van zijn vader, namelijk goede handelsrelaties met het buurland de republiek Venetië. De stadstaat was feitelijk een protectoraat van Venetië aangezien de Venetianen de handelscondities bepaalden. Niettemin had Francesco I (en zijn oom) de macht om podestàs, bestuurders en kapiteins van de stadsmilitie te benoemen en taksen te heffen. In 1354 trok Francesco I naar het front tegen Giovanni Visconti, heer van Milaan, op vraag van Venetië. Datzelfde jaar schonk keizer Karel IV hem in Bassano de titels van keizerlijk vicaris in Padua en van rijksridder. De jaloezie van zijn oom groeide uit tot een samenzwering tegen zijn persoon. Hij liet de potentiële huurmoordenaar ophangen en zijn oom opsluiten in de kerker (1355) voor de rest van diens leven.
Voortaan was Francesco I vanaf 1355 de enige heerser over Padua.

### 1e oorlog tegen Venetië
In 1356 vielen de troepen van Lodewijk de Grote, koning van Hongarije, binnen in de Venetiaanse gebieden. Francesco I vroeg Venetië om hulp om in parallel Padua te beschermen doch kreeg die niet. Hierop wisselde Francesco I van kamp en bevoorraadde de Hongaren die Treviso belegerden. De woede van de Venetianen was compleet toen troepen uit Padua de Hongaren hielpen in hun strijd tegen de Venetiaanse kolonie Zara in Kroatië. Francesco I werd officieel een bondgenoot van het koninkrijk Hongarije voor de volgende twintig jaar.
In 1358 kwam het tot een vredesakkoord tussen Padua en Venetië. Venetië eiste en verkreeg het monopolie over de zouthandel in Padua. Hongarije annexeerde grote gebieden van Venetië aan de Dalmatische kust doch de grenzen tussen Padua en Venetië bleven ongewijzigd. Koning Lodewijk de Grote schonk later aan Padua gebiedsuitbreiding met Feltre, Belluno en Cividale del Friuli. Deze bezittingen van Padua in Friuli waren een doorn in het oog van de Venetianen. Zij vreesden de opkomst van een Groot-Paduarijk in noordoost-Italië. Rudolf IV van Habsburg, hertog van Oostenrijk, Karinthië en Stiermarken en de graven van Gorizia waren dezelfde mening toegedaan. Alleen de patriarch van Aquileja steunde de territoriale uitbreiding van Francesco I da Carrara. Oostenrijkers en Venetianen probeerden onlusten uit te lokken. De vijandelijkheden barstten los in Friuli in de jaren 1362-1363. Francesco I in alliantie met de patriarch versloeg de oproerlingen in 1363. In 1365 overleed Rudolf IV, die zichzelf ondertussen had uitgeroepen tot aartshertog, zodat de dreiging vanuit het noorden wegviel.
Ondertussen zocht Francesco I nieuwe bondgenoten. Die vond hij in Florence. Zowel Padua als Florence rekenden zich tot de Welfen in het Heilig Roomse rijk. De alliantie werd beklonken in 1366. In dezelfde periode stimuleerde Francesco I de wolhandel en wolbewerking. Hij verstevigde de grensposten. Zijn familie leende massaal geld aan bankiers in Padua en kregen tot 20% rente uitbetaald. Het was het begin van het familiefortuin van het Huis Carrara. Het geld leenden ze opnieuw uit aan Florentijnse bankiers of ze kochten er uitgestrekte landerijen mee in de Euganische Heuvels nabij Padua. Francesco I en zijn familie werden snel grootgrondbezitters. Tijdens de Romereis van keizer Karel IV (1367-1368) reisde Francesco I met hem mee. De goede betrekkingen met de Florentijnse Signoria en hun bankiers culmineerden in het Florentijns staatsburgerschap dat Francesco I te beurt viel (1370). Francesco I liet eigen munten slaan om de financiële onafhankelijkheid ten opzichte van Venetië te etaleren. Door de wolhandel bloeide de lakenhandel eveneens in Padua. Hij stimuleerde kunstenaars, dichters en juristen om aan zijn hof te werken; deze cultuurpolitiek maakte deel uit van zijn verlangen om prestige te schenken aan zijn autonome stadstaat. Zo trok Francesco I de bekende dichter Petrarca aan om te dichten in een van zijn landhuizen die hij ter beschikking stelde. De arts Giovanni Dondi dall'Orologio bezocht regelmatig het hof. De jurist Baldo degli Ubaldi droeg zijn werk Commentaria supra Codicum op aan Francesco I. Tevens richtte Francesco I aan de universiteit van Padua een studentenhuis op voor hulpbehoevende studenten; dit droeg bij tot de aantrekkingskracht van de universiteit.  
Francesco I was op het hoogtepunt van zijn politieke en financiële macht.
In de jaren 1369-1372 waren er grensconflicten met Venetië. Het ging over nervositeit over verplaatste grensstenen, een nieuwe grenspost of schermutselingen tussen politiefunctionarissen. De Venetianen zonnen op wraak.

### 2e oorlog tegen Venetië
De oorlog vond plaats in de jaren 1372-1373. Het Venetiaanse landleger schuimde het land van Padua af. Enkel met hulp van Hongaarse troepen kon Francesco I erger voorkomen. Hij schonk aan de hertog van Oostenrijk Albrecht III met de Vlecht Belluno en Feltre om de Oostenrijkers buiten te houden. Genua, de rivaal van Venetië op zee, steunde Padua. De militaire situatie was gunstig voor Francesco I doch omwille van verraad binnen zijn eigen familie moest hij vrede tekenen met de Venetianen (1373). Hij liet de samenzweerders binnen Padua terechtstellen doch de grootste leider, zijn halfbroer Marsilio da Carrara, vond een veilig toevluchtsoord in Venetië.
De vredesvoorwaarden waren vernederend voor Francesco I (1373). Hij was aangeduid als de aanstichter van de oorlog. Hij moest een enorme schadevergoeding betalen van zowat 300.000 dukaten, de grensposten afbreken, talrijke commerciële privilegies verlenen aan Venetiaanse handelaars en vooral moest hij Marsilio da Carrara fiscaal vrijstellen van enige verdere belasting. Deze keer was het Francesco I die zon op wraak. Kroniekschrijvers melden dat zijn wraakgevoelens hem uit zijn slaap hielden.

### 3e oorlog tegen Venetië
Los van de situatie in Padua culmineerde de rivaliteit tussen Genua en Venetië in de Oorlog van Chioggia (1375-1381). In 1378 sloot Francesco I zich uit wraak aan bij Genua en de Genuese bondgenoten: de hertog van Oostenrijk en de patriarch van Aquileja. De doge van Venetië Andrea Contarini was op zijn beurt woest en wees alle gezanten van Padua het land uit. In 1379 bezetten troepen van Genua en Padua Chioggia. Niettegenstaande Genua en Venetië met elkaar wilden onderhandelen, eiste Francesco I dat de oorlog zou worden voortgezet. Omdat de doge vreesde dat Francesco I zou doorstoten tot ver in de Lagune van Venetië, liet hij troepen uit de kolonies in het Midden-Oosten overkomen. In 1380 verjoeg de doge zijn vijanden uit Chioggia. Venetië zocht ondertussen een vergelijk met hertog Leopold III van Oostenrijk. Graaf Amedeo VI van Savoye beijverde het vredesakkoord van Turijn, een akkoord gesloten tussen Genua en Venetië (1381). 
Maar Francesco I was ontevreden omdat hij de stad Treviso van de Oostenrijkers wilde ontfutselen en omdat het vredesverdrag hem dat niet gunde (er waren geen Oostenrijkers bij het vredesverdrag van Turijn). De strijd in Treviso ging derhalve verder (1382). Hij ontving van de Oostenrijkers dan toch de sleutels van Treviso (1384). Voor Francesco I was dit symbolisch: zijn droom om noordoost-Italië te bezitten liet hem niet los. Samen met zijn bondgenoot, de patriarch van Aquileja, viel hij Udine binnen. Dit kon de doge van Venetië niet toestaan; hij sloot een alliantie met Antonio della Scala, heer van Verona. Francesco I zocht daarop toenadering tot de machtige heer van Milaan, Gian Galeazzo Visconti (1385).
Francesco I versloeg de Veronezen in de Slag in Brentelle (1386) en een tweede maal in de Slag van Castagnaro (1387). Doch dit was een Pyrrusoverwinning. Zowel Padua als Verona kwamen verzwakt uit deze strijd zodat vanuit het westen Milaan en vanuit het oosten Venetië naar elkaar toe wilden marcheren. Bovendien vond Venetië het welletjes met de Paduese bondgenoot in Aquileja: ze verjoegen patriarch-kardinaal Filips van Alençon uit de kathedraal. Filips kon terugkeren met behulp van een militie uit Padua doch hield de situatie voor bekeken en keerde terug naar zijn bisdom Sabina in Rome. De Successieoorlog om Aquileja was een feit. Aan de westkant bezette Visconti zowel Verona als Padua (1387), met goedvinden van de Venetianen. 
In 1388 gaf Francesco I zich over en Visconti voerde hem weg van de ene kerker naar de andere, helemaal tot in Lombardije. Uiteindelijk stierf Francesco I in het kasteel van Monza in 1393.

### Na zijn dood
Er bleek een akkoord te zijn (1392), dat was gesloten een jaar voor zijn overlijden, tussen Francesco II, de nieuwe heer van Padua, en Gian Galeazzo Visconti. Dit akkoord voorzag de vrijlating van Francesco I, zolang hij maar niet terugkeerde naar de troon. Omwille van het overlijden in 1393 is dit akkoord nooit uitgevoerd, voor zover het akkoord bekend was in Lombardije. Francesco II stuurde de juridisch adviseur van het hof, Baldo de’ Bonafarii, naar Lombardije. Deze kon het lijk vrij krijgen en bracht het over naar Padua. Met de nodige praal vond de begrafenis plaats in de doopkapel van de kathedraal (1393). 

## Huwelijk en kinderen
Francesco I huwde in 1345 met Fina Buzzaccarini, waardoor hij ingehuwd was in een grote familie van juristen van Padua. Zij was een mecenas. Ze hadden de volgende kinderen:
- Francesco II bijgenaamd de Jongere of il Novello, huwde in 1376 Taddea d’Este uit het markiezaat Ferrara, dochter van markgraaf Niccolò II d'Este
- Cecilia da Carrara, huwde in 1367 Wenceslaus van Saksen
- Elisabetta da Carrara, huwde Friedrich van Öttingen

Francesco I had meerdere natuurlijke kinderen onder wie Conte da Carrara (1350-1421), een condottiero.